# Tensilica
Tensilica fue una empresa de Silicon Valley dedicada al negocio de la propiedad intelectual en semiconductores. Ahora es parte de Cadence Design Systems.
Tensilica es conocida por su núcleo de microprocesador configurable Xtensa. Tensilica fue fundada en 1997 por Chris Rowen (uno de los fundadores de MIPS Technologies). Empleó a Earl Killian, quién contribuyó a la arquitectura MIPS como director de arquitectura. El 11 de marzo de 2013, Cadence Design Systems anunció su intención de comprar Tensilica por aproximadamente US$380 millones en efectivo. Cadence completó la adquisición en abril de 2013, con un desembolso en efectivo de aproximadamente US$325 millones.

## Productos de Cadence Tensilica

### Núcleos Xtensa configurables
La arquitectura Xtensa ofrece núcleos con un conjunto de instrucciones personalizables por el usuario a través de herramientas automáticas de personalización. Esto incluye instrucciones SIMD.

## Historia
- En 1997, Tensilica fue fundada por Chris Rowen
- En 2002, Tensilica lanzó el soporte para codificaciones de instrucciones de longitud flexible, conocido como FLIX.
- En 2013, Cadence Design Systems adquirió Tensilica.

## Sitios externos
- Website oficial

- Datos: Q7700660